# ویسلی باربوسا دی مورایس
ویسلی باربوسا دی مورایس (به پرتغالی: Wesley Barbosa de Morais) مهاجم اهل برزیل است که در شهر سائوپائولو و در تاریخ ۱۰ نوامبر ۱۹۸۱ به دنیا آمده‌است.
ویسلی باربوسا دی مورایس در تیم‌های فوتبال Barretos سابقهٔ حضور دارد.